# Eccremocarpus scaber
Eccremocarpus scaber là một loài thực vật có hoa trong họ Chùm ớt. Loài này được Ruiz & Pav. mô tả khoa học đầu tiên năm 1798.